# İsmet Yılmaz

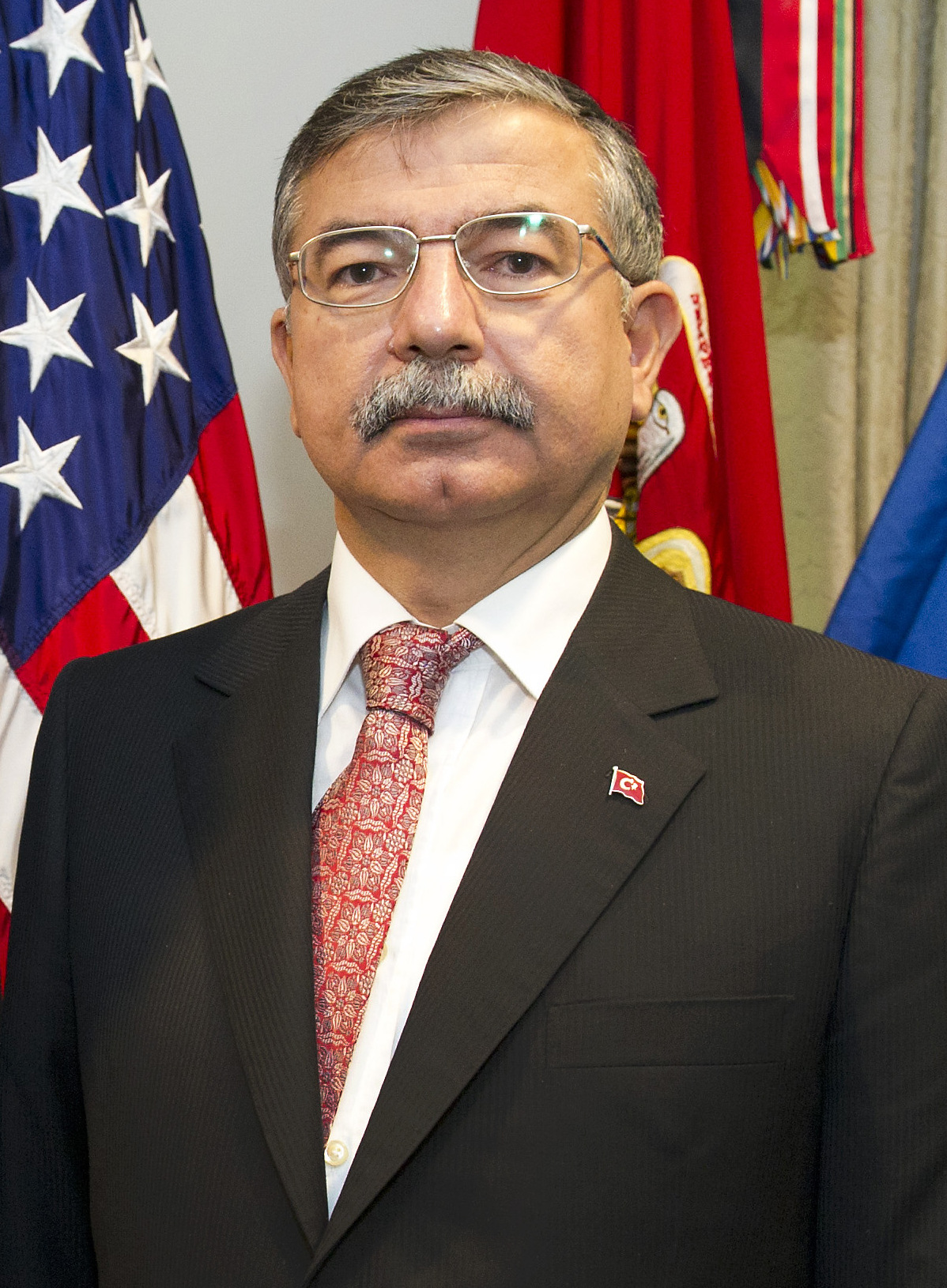
İsmet Yılmaz (2011)

İsmet Yılmaz (* 10. Dezember 1961 in Gürün) ist ein türkischer Jurist, Ingenieur und Politiker der Adalet ve Kalkınma Partisi (AKP). Yılmaz war von Mai 2016 bis Juli 2018 Bildungsminister der Türkei.

## Leben
İsmet Yılmaz studierte an der İstanbul Teknik Üniversitesi. 2007 war er kurzzeitig für einige Monate Verkehrsminister der Türkei. Er wurde am 7. Juli 2011 als Nachfolger von Mehmet Vecdi Gönül im Kabinett Erdoğan III Verteidigungsminister der Türkei. Nach der Parlamentswahl im Juni 2015 wurde Yılmaz zum Parlamentspräsidenten gewählt. Als jedoch keine Regierung gebildet werden konnte, kam es im November 2015 zu Neuwahlen, die die AKP gewann. Im folgenden Kabinett wurde Yılmaz wieder Verteidigungsminister. Am 24. Mai 2016 wurde er zum Bildungsminister im Kabinett von Binali Yıldırım ernannt. Er hatte diese Position bis zum 9. Juli 2018 inne.
Yılmaz ist verheiratet und hat drei Kinder.